# Evil Empire
《Evil Empire》는 1996년 4월 16일 에픽 레코드가 발매한 미국의 록 밴드 레이지 어게인스트 더 머신의 두 번째 스튜디오 음반이다. 그것의 제목은 1980년대 초 로널드 레이건 대통령과 많은 미국의 보수주의자들이 소련에 대해 묘사하기 위해 사용한 용어이다.
《Evil Empire》는 미국 빌보드 200에서 1위로 데뷔했으며, 〈Tire Me〉는 1996년 그래미 어워드 최우수 메탈 퍼포먼스 상을 수상했으며, 〈Bulls on Parade〉와 〈People of the Sun〉도 그래미 어워드 최우수 하드 록 퍼포먼스 부문 후보에 올랐다. 이 음반은 2000년 5월 24일 미국 음반 산업 협회에 의해 3배 플래티넘 인증을 받았다.

## 홍보
1995년, 밴드는 데뷔의 라이너 노트에서 홍보된 팬클럽에 가입한 모든 사람들에게 무료 7인치 음반을 보냈다. 아무것도 받지 못한 사람들에 대한 사과와 이번 음반의 홍보로 두 배로 늘어난 이 음반은 커버에 흑백의 미국 국기와 "Evil Empire"라는 제목과 모두 대문자로 된 밴드의 이름이 새겨진 평범한 마분지 색상의 접혀진 채 나왔다. 뒷면에는 바코드에 마커 낙서가 있는 범용 상품 부호가 있었다. A-사이드는 〈Bombtrack〉의 〈Evening Session〉의 재발매판으로, 〈Bombtrack (Live on the BBC)〉로 수록되었다. B-사이드는 1995년 8월 13일 워싱턴 D.C. 국회의사당 무도회장에서 열린 무미아 압둘자말의 자선 콘서트에서 생방송으로 녹음된 당시 N.W.A의 〈Fuck tha Police〉의 미공개 커버였다.

## 반응
| 전문가 평가          | 전문가 평가 |
| 평가 점수            | 평가 점수   |
| 출처                 | 점수        |
| -------------------- | ----------- |
| AllMusic             | [ 4 ]       |
| Chicago Tribune      | [ 5 ]       |
| Entertainment Weekly | A−          |
| Houston Chronicle    | [ 7 ]       |
| Los Angeles Times    | [ 8 ]       |
| NME                  | 5/10        |
| Pitchfork            | 6.1/10      |
| Rolling Stone        | [ 11 ]      |
| Spin                 | 8/10        |
| The Village Voice    | A−          |

"이 음악은 재미있으면 안 된다"라고 《롤링 스톤》은 말했다. "레이지 어게인스트 더 머신은 그들의 메탈릭 힙합에서 정치사회학 포위심리를 그렇게 독단적인 정도로 끌어올렸고, 그들의 사운드를 아주 신랄하게 완벽하게 연마하여, 밴드와 그것의 장광설 로큰롤의 포효하는 기쁨은 사실상 성적인 것이 없는 것처럼 보였다."

## 곡 목록
모든 곡들은 레이지 어게인스트 더 머신에 의해 작사/작곡하였다.
| #   | 제목                      | 재생 시간 |
| --- | ------------------------- | --------- |
| 1.  | 〈People of the Sun〉     | 2:30      |
| 2.  | 〈Bulls on Parade〉       | 3:49      |
| 3.  | 〈Vietnow〉               | 4:39      |
| 4.  | 〈Revolver〉              | 5:30      |
| 5.  | 〈Snakecharmer〉          | 3:56      |
| 6.  | 〈Tire Me〉               | 3:00      |
| 7.  | 〈Down Rodeo〉            | 5:20      |
| 8.  | 〈Without a Face〉        | 3:36      |
| 9.  | 〈Wind Below〉            | 5:50      |
| 10. | 〈Roll Right〉            | 4:22      |
| 11. | 〈Year of tha Boomerang〉 | 4:02      |

## 인증
| 국가                                                  | 인증        | 판매량/출하량 |
| ----------------------------------------------------- | ----------- | ------------- |
| 벨기에 (BEA)                                          | 골드        | 25,000*       |
| 캐나다 (뮤직 캐나다)                                  | 플래티넘    | 100,000^      |
| 스페인 (PROMUSICAE)                                   | 골드        | 50,000^       |
| 영국 (BPI)                                            | 골드        | 100,000^      |
| 미국 (RIAA)                                           | 3× 플래티넘 | 3,000,000^    |
| *판매량을 기반으로 한 인증 ^출하량을 기반으로 한 인증 |             |               |